# Incurviseta viridana
Incurviseta viridana är en tvåvingeart som beskrevs av Malloch 1927. Incurviseta viridana ingår i släktet Incurviseta och familjen lövflugor. Inga underarter finns listade i Catalogue of Life.